# František Vláčil
František Vláčil (ur. 19 lutego 1924 w Czeskim Cieszynie, zm. 28 stycznia 1999 w Pradze) – czeski reżyser i scenarzysta filmowy, malarz i grafik. Autor historycznego fresku Małgorzata, córka Łazarza (1967), uważanego za najwybitniejszy film w historii czeskiej kinematografii. Sam Vláčil wygrał plebiscyt, rozpisany w 1998 roku wśród krytyków filmowych, na najwybitniejszego czeskiego reżysera wszech czasów.
W latach 1945–1950 studiował historię sztuki na Uniwersytecie Masaryka w Brnie. Początkowo pracował nad filmami animowanymi, później jego zainteresowanie skierowało się ku fabułom. Jego filmy słyną z niezwykle kunsztownej formy i oprawy artystycznej. Vláčil zdobył za nie wiele nagród, m.in. Kryształowy Globus na MFF w Karlowych Warach za Cienie gorącego lata (1978), Czeskiego Lwa za całokształt twórczości (1994) i analogiczną nagrodę ponownie w Karlowych Warach (1998).
Zmarł w 1999 w Pradze. Został  pochowany na cmentarzu Malvazinky.

## Filmografia
- 1960: Biała gołębica (Holubice)
- 1962: Diabelska przepaść (Ďáblova past)
- 1967: Małgorzata, córka Łazarza (Marketa Lazarová)
- 1968: Dolina pszczół (Údolí včel)
- 1969: Adelheid
- 1973: Opowieść o srebrzystej jodle (Pověst o stříbrné jedli)
- 1975: Syriusz (Sirius)
- 1977: Dym z ziemniaków (Dým bramborové natě)
- 1978: Cienie gorącego lata (Stíny horkého léta)
- 1980: Koncert na koniec lata (Koncert na konci léta)
- 1981: Jad węża (Hadí jed)
- 1985: Pastuszek z doliny (Pasáček z doliny)
- 1985: Cień paproci (Stín kapradiny)
- 1988: Mág